# Hermann Gutzmann (1865–1922)
Hermann Gutzmann, född 29 januari 1865, död 4 november 1922, var en tysk läkare.
Gutzmann var grundare av och från 1909 professor i foniatri i Berlin. Bland Gutzmanns skrifter märks Des Kindes Sprache und Sprachfehler (1894), Über das Stottern (1898), Physiologie der Stimme und Sparache (1909), Stimmbildung und Stimmpflege (2:a upplagan 1912), samt Sprachheilkunde (3:e upplagan 1924).